# Polk County (Missouri)
Das Polk County ist ein County im US-amerikanischen Bundesstaat Missouri. Im Jahr 2020 hatte das County 31.519 Einwohner und eine Bevölkerungsdichte von 19,1 Einwohnern pro Quadratkilometer. Der Verwaltungssitz (County Seat) ist Bolivar, benannt nach Simón Bolívar, einem südamerikanischen Unabhängigkeitskämpfer und Nationalheld vieler südamerikanischer Länder.

## Geografie
Das County liegt im mittleren Südwesten von Missouri in den nördlichen Ozarks. Es hat eine Fläche von 1664 Quadratkilometern, wovon 14 Quadratkilometer Wasserfläche sind. An das Polk County grenzen folgende Nachbarcountys:
| St. Clair County | Hickory County |               |
| Cedar County     |                | Dallas County |
| Dade County      | Greene County  |               |

## Geschichte

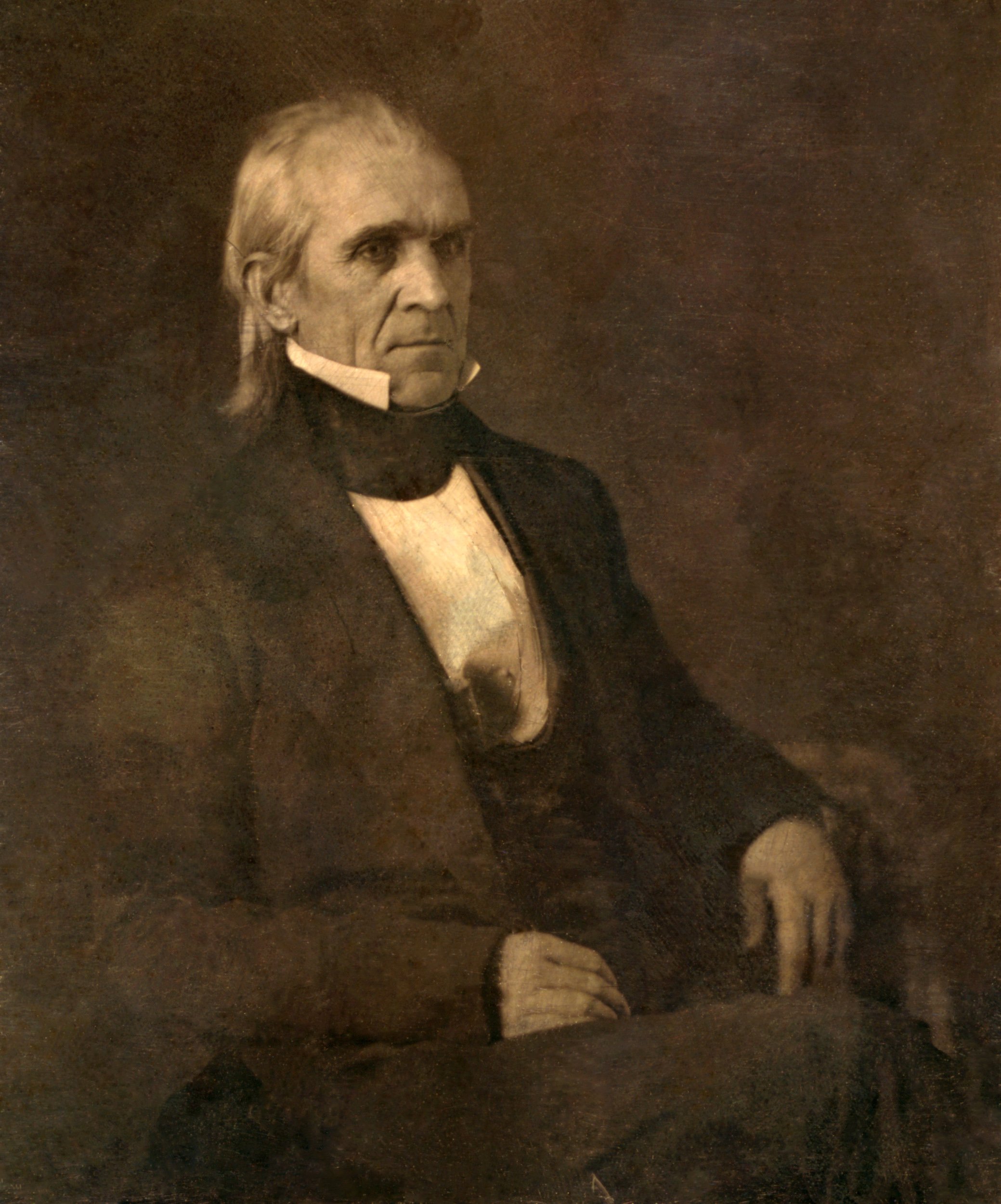
James Polk

Das Polk County wurde am 5. Januar 1835 aus Teilen des Greene County gebildet. Benannt wurde es zuerst nach Ezekiel Polk (1747–1824), einem Colonel im Amerikanischen Unabhängigkeitskrieg.
Später wurde es zu Ehren von James K. Polk (1795–1849) umbenannt, dem elften Präsidenten der Vereinigten Staaten (1845–1849).

Vier Bauwerke des Countys sind im National Register of Historic Places eingetragen (Stand 6. Februar 2018).

## Demografische Daten
Nach der Volkszählung im Jahr 2010 lebten im Polk County 31.137 Menschen in 11.718 Haushalten. Die Bevölkerungsdichte betrug 18,9 Einwohner pro Quadratkilometer. In den 11.718 Haushalten lebten statistisch je 2,48 Personen.
Ethnisch betrachtet setzte sich die Bevölkerung zusammen aus 96,5 Prozent Weißen, 1,0 Prozent Afroamerikanern, 0,6 Prozent amerikanischen Ureinwohnern, 0,4 Prozent Asiaten sowie aus anderen ethnischen Gruppen; 1,4 Prozent stammten von zwei oder mehr Ethnien ab. Unabhängig von der ethnischen Zugehörigkeit waren 2,1 Prozent der Bevölkerung spanischer oder lateinamerikanischer Abstammung.
24,3 Prozent der Bevölkerung waren unter 18 Jahre alt, 59,2 Prozent waren zwischen 18 und 64 und 16,5 Prozent waren 65 Jahre oder älter. 50,8 Prozent der Bevölkerung war weiblich.

Das jährliche Durchschnittseinkommen eines Haushalts lag bei 35.831 USD. Das Pro-Kopf-Einkommen betrug 18.138 USD. 21,6 Prozent der Einwohner lebten unterhalb der Armutsgrenze.

## Ortschaften im Polk County
| Citys - Bolivar - Fair Play - Humansville - Pleasant Hope | Villages - Aldrich - Flemington - Halfway - Goodnight - Morrisville |

Unincorporated Communities
| - Adonis - Brighton - Burns - Cedar Vista - Cliquot - Dunnegan | - Eudora - Goodson - Graydon Springs - Huckaby - Huron - Karlin | - Knox - Polk - Rimby - Rock Prairie - Rondo - Schofield | - Sentinel - Slagle - Tin Town - Van - Violet - Wishart |

## Gliederung
Das Polk County ist in 22 Townships eingeteilt:
| Township              | Einwohner (2010) | FIPS     |
| --------------------- | ---------------- | -------- |
| Campbell Township     | 536              | 29-10900 |
| Cliquot Township      | 572              | 29-15058 |
| East Looney Township  | 1609             | 29-20972 |
| East Madison Township | 672              | 29-20995 |
| Flemington Township   | 292              | 29-24598 |
| Jackson Township      | 864              | 29-36008 |
| Jefferson Township    | 528              | 29-36944 |
| Johnson Township      | 1681             | 29-37430 |
| McKinley Township     | 586              | 29-45164 |
| Mooney Township       | 3252             | 29-49736 |
| North Benton Township | 587              | 29-52894 |

| Township                  | Einwohner (2010) | FIPS     |
| ------------------------- | ---------------- | -------- |
| North Green Township      | 392              | 29-53073 |
| Northeast Marion Township | 4713             | 29-53018 |
| Northwest Marion Township | 3402             | 29-53366 |
| South Benton Township     | 1058             | 29-68640 |
| South Green Township      | 430              | 29-68874 |
| Southeast Marion Township | 3542             | 29-68696 |
| Southwest Marion Township | 3734             | 29-69236 |
| Union Township            | 576              | 29-74860 |
| West Looney Township      | 918              | 29-78842 |
| West Madison Township     | 547              | 29-78846 |
| Wishart Township          | 646              | 29-80602 |